# Aulus Cremutius Cordus
Aulus Cremutius Cordus (? - 25 n.Chr.) is de naam van een Romeins senator en geschiedschrijver uit het eerste kwart van de 1e eeuw. Hij mag beschouwd worden als een voorloper van Tacitus. Hij schreef een (verloren) relaas van de burgeroorlogen, vermoedelijk vanaf de moord op Julius Caesar, en van het begin van Augustus' regering.
In zijn werk legde Cremutius een uitgesproken republikeinse gezindheid en een grote drang tot vrijmoedigheid aan de dag. Omdat hij kronieken had gepubliceerd waarin hij de Caesarmoordenaars prees en G. Cassius zelfs "de laatste der Romeinen" noemde, werd hij in 25 voor het gerecht gedaagd door Satrius Secundus en Pinarius Natta, beide clienten van de beruchte Seianus. 
In tegenwoordigheid van keizer Tiberius hield hij voor de Senaat een vlijmende afscheidsrede waarin hij zijn recht op vrije meningsuiting verdedigde. Hij gaf onder meer machthebbers de raad kritiek over zich heen te laten gaan, "omdat die dingen, als men er niet op reageert, vanzelf doodbloeden; maakt men er zich echter boos over, dán pas wekt men de schijn ze als juist te erkennen." (volgens Tacitus, Annales IV, 34). Hierna verliet hij de Senaat, vastbesloten een einde aan zijn leven te maken, en stierf de vrijwillige hongerdood.
Zijn werk werd op last van de senaat in beslag genomen en vernietigd, maar zijn dochter Marcia wist één exemplaar te redden. Tijdens de regering van keizer Caligula verscheen er een nieuwe editie. Fragmenten van zijn werk zijn opgenomen bij H. Peter, Historicorum Romanorum Reliquiae II (Leipzig, 1906).
- Gemeinsame Normdatei: 102385963
- International Standard Name Identifier: 0000 0000 8036 9481
- Library of Congress Control Number: nr95029295
- Nederlandse Thesaurus van Auteursnamen: 070099758
- Virtual International Authority File: 121779545
- WorldCat: E39PBJv8KThjfpGtXCWmRXR9Xd